# Аглицький Семен Семенович
Аглицький Семен Семенович (27 жовтня 1885, Одеса — 16 березня 1957, Одеса) — лікар-гігієніст. Доктор біологічних наук (1942), професор (1934).
Навчався у Вищому технічному училищі в Карлсруе (Німеччина, 1907—1911), закінчив Петроградський інститут цивільних інженерів (1918).
Працював у системі Народного комісаріату охорони здоров'я УСРР (1918—1923); Одеському медичному інституті: викладач, доцент (від 1927), професор (від 1934), засновник та завідувач кафедри комунальної гігієни (1930—1941, 1944—1957). Під час Другої Світової війни разом з інститутом евакуйований у Ташкент, де працював завідувачем відділу комунальної гігієни Середньоазіатського санітарно-гігієнічного НДІ, а також читав курс комунальної гігієни в інституті удосконалення лікарів. Одночасно був виконуючим обов'язки голови державного санітарного інспектора Узбецької РСР. Розробляв питання санітарного благоустрою населених пунктів, зокрема проблеми очищення стічних вод методом знешкодження твердих відходів; санітарне оцінювання помешкань, джерел водопостачання. Вивчав вплив стічних вод на прибережну смугу моря, брав участь у дослідженнях Нижнього Дніпра, пов'язаних із будівництвом Каховської ГЕС, працював над проблемами водозабезпечення Миколаєва.
Автор п'яти розділів із житлових питань «Учебника коммунальной гигиены» (Москва, 1951) за редакцією академіка А. Марзєєва..

## Праці
- Современные методы очистки сточных вод. Петербург, 1923;
- Вопросы канализации в современном поселке // ЮМЖ. 1926;
- Очистка дворов и усадьб от нечистот и отбросов. Ташкент, 1942.